# Смуга Александра

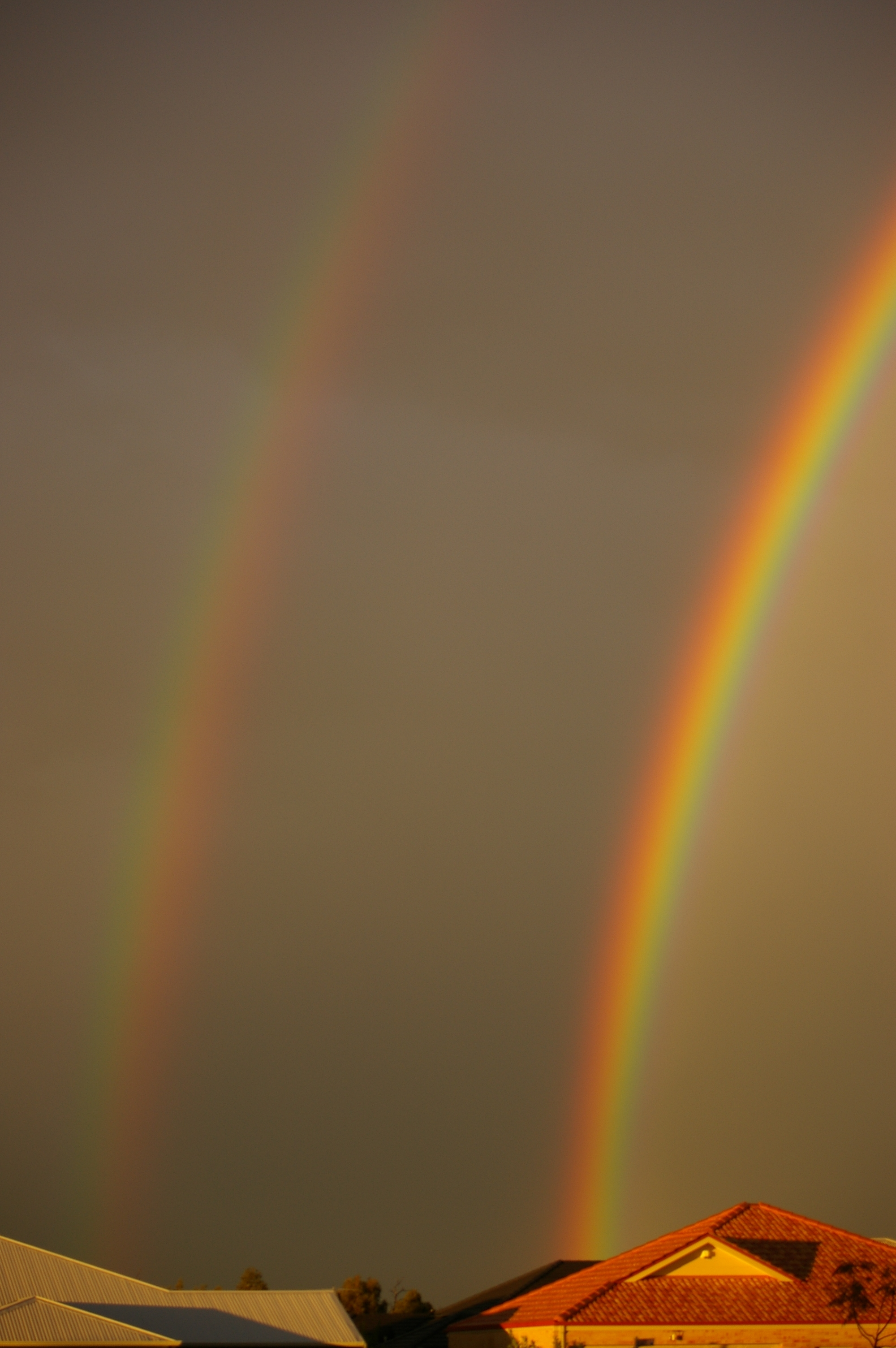
Смуга Александра між двома веселками.

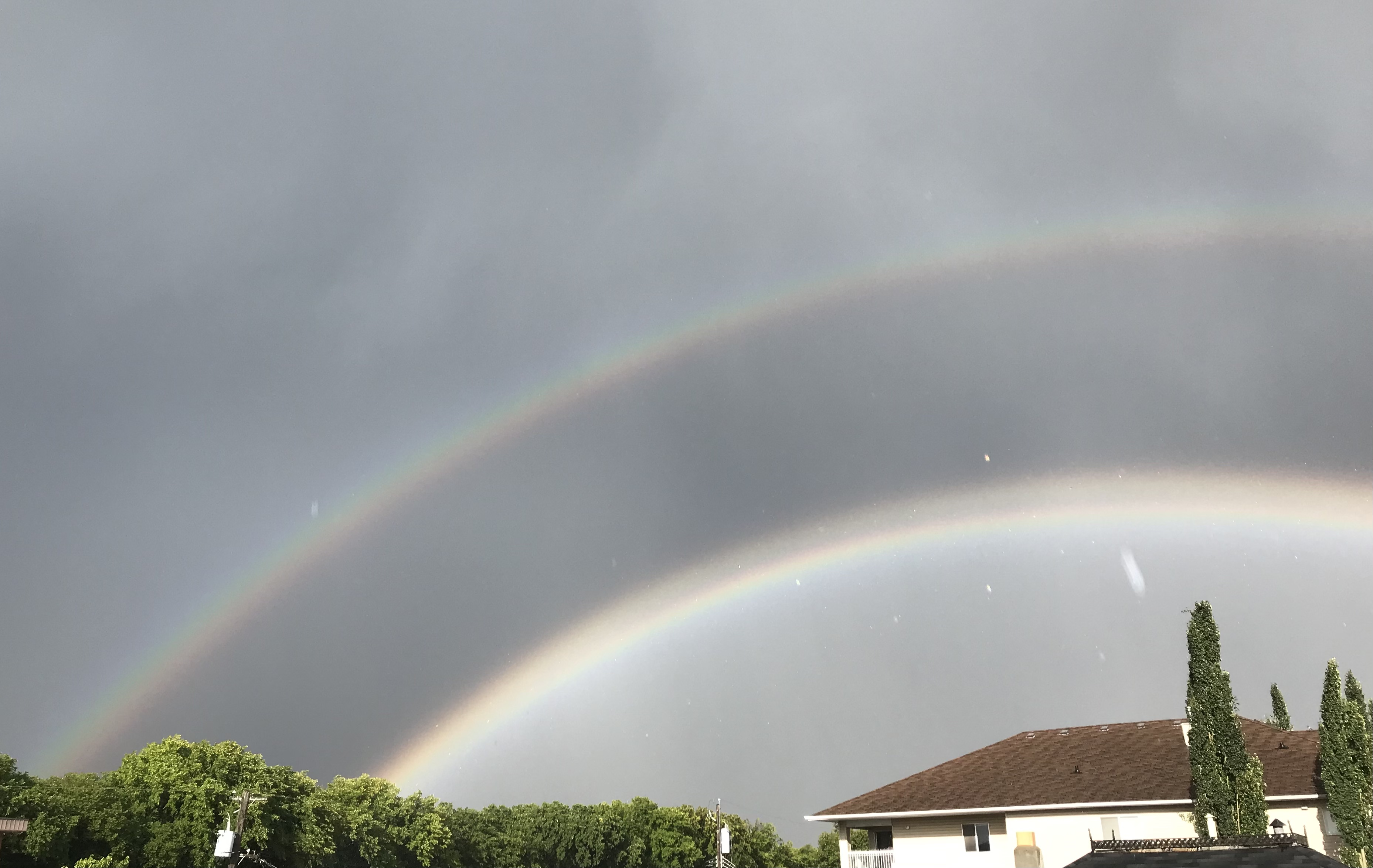
Темна область між подвійною веселкою і називається смугою Александра.

Смуга Александра або темна смуга Александра — це оптичне явище, пов’язане з веселкою, яке було назване на честь Александра Афродизійського, який вперше описав це явище в Афродисії «Коментарі до книги IV Арістотеля «Метеорологія», коментар 41.
Темна смуга виникає через кути відхилення первинної та вторинної веселок. Обидві дуги існують завдяки оптичному ефекту, який називається кутом мінімального відхилення. Показник заломлення води запобігає відхиленню світла на менші кути. Мінімальний кут відхилення головної дуги становить 137,5°. Світло може бути відхилено до 180°, змушуючи його відбиватися прямо до спостерігача. Світло, відхилене під проміжними кутами, освітлює внутрішню частину веселки.
Мінімальний кут відхилення для вторинної дуги становить близько 230°. Той факт, що цей кут перевищує 180°, робить вторинну дугу вивернутою навиворіт версією основної. Його кольори поміняні місцями, а світло, відхилене під великими кутами, освітлює небо за межами дуги.
Між двома дугами знаходиться ділянка неосвітленого неба, яка і називається смугою Александра. Світло, яке відбивається краплями дощу в цій частині неба, не може досягти спостерігача, хоча воно може сприяти появі веселки, яку бачить інший спостерігач в іншому місці.

## Зовнішні посилання
- Rainbows. Процитовано 22 лютого 2017.

| Погода | Це незавершена стаття з метеорології. Ви можете допомогти проєкту, виправивши або дописавши її. |